# Medizin-Universität Tirana
Die Universitätsmedizin Tirana (alb. Universiteti i Mjekësisë, Tiranë) ist eine staatliche Universität für Medizin in der albanischen Hauptstadt Tirana. Sie liegt im Nordosten des Stadtzentrums gegenüber dem Gelände des Universitätskrankenhauses Mutter Teresa.
Im Unterrichtsjahr 2016/17 waren rund 7850 Studenten an der Universität eingeschrieben. Im Jahr davor waren 778 akademische Unterrichtspersonen angestellt, von denen 292 von der Universität angestellt und 159 an den Universitätskliniken von Tirana angestellt und nebenbei an der Universität tätig waren.

## Geschichte
1952 wurde in Tirana das Höhere Instituts für Medizin gegründet. Als im Jahr 1957 die Universität Tirana gegründet wurde, wurde es als medizinische Fakultät zusammen mit fünf anderen höheren Bildungsinstituten in die erste Hochschule des Landes integriert.
Am 23. Januar 2013 wurde die Fakultät als selbständige Universität ausgegliedert.

## Fakultäten
Die Universitätsmedizin Tirana ist in 22 Departemente gegliedert, die sich auf drei Fakultäten verteilen:
- Fakultät der Humanmedizin
- Fakultät der Zahnmedizin
- Fakultät der Medizintechnik